# Freguesia de São Lourenço

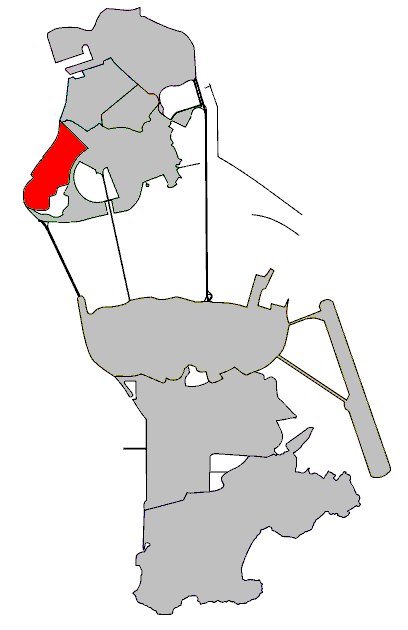
Localisation de la Freguesia de São Lourenço

São Lourenço est l'une des sept freguesias de Macao. elle est située dans le sud-est de la péninsule de Macao. Elle n'a pas de pouvoirs administratifs, mais est reconnue par le gouvernement comme purement symbolique.
Elle possède une superficie de 1,0 km² et correspond à 10,75 % de la superficie de la péninsule (environ 9,3 km²). Elle possède une population de 42 800 habitants et une densité de population de 47 600 habitants au kilomètre carré, l'une des plus fortes de la péninsule.
Elle est entourée par l'eau sauf au nord où elle est limitrophe de la freguesia da Sé.

## Principaux bâtiments
- Temple d'A-Ma
- Palais de Santa Sancha
- Avenue de la République
- Palais du Gouverneur
- Leal Senado
- Église de São Lourenço
- Église de Santo Agostinho
- Église et séminaire de São José
- Chapelle de Nossa Senhora da Penha
- Quartel des Maures
- Maison du mandarin
- Théâtre Dom Pedro V
- Bibliothèque Sir Robert Ho Tung
- Place de la Barra
- Place du Lilau
- Place de Santo Agostinho